# ソラーズ
ソラーズ（ロシア語: Соллерс ソリェルス、英語: Sollers ソラーズ）は日本でソレルスとも呼ばれ、ロシアにある自動車の製造・販売・リース会社で、乗用車・商用車・バン・トラックなど広く扱っていて、2008年まで鉄鋼会社「セヴェルスターリ」関連の「セヴェルスターリ自動車」として知られていた。

## 車種
自動車製造は関連会社で、ロシアのUAZ乗用車およびKAMAZトラック、韓国のサンヨンの乗用車、イタリアのフィアットの乗用車、日本のいすゞ自動車の商用バン、マツダの乗用車ガソリンおよびディーゼル・エンジン（ZMZ）をカバーしている 。

## 主な事業所
工場を含むおもな事業所は次の通り。
- 本部：モスクワ
  - モスクワ国際ビジネスセンター内にある。
- 主力工場・関連会社
  - UAZ（ウリヤノフスク市）
    - 2000年に、ソラーズの前身のセヴェルスターリ自動車の傘下に入った。

  - ZMA（英語版）（タタールスタン共和国・ナーベレジヌイェ・チェルヌイ市）
    - 2005年3月に、KAMAZから買収。いすゞ自動車のトラックも生産。

  - ウラジオストック工場
    - 2009年12月、ロシア極東地方で初めての自動車工場として開業した。
    - 2011年2月、三井物産と折半の合弁でトヨタ自動車の乗用車を2012年から組み立て開始する計画を発表（実際には2012年春から四輪駆動オフロード車「プラド」を生産） [3]。 2015年7月、最近のロシア経済悪化とルーブル価値下落に伴い、トヨタ車の合弁生産を全面停止[4]。
    - 2011年2月、フォード・モーターとの新合弁会社で乗用車、SUV車、商用車の生産を統合して、2015年までに年間30万台を生産する覚書[5]。
    - 2011年11月、マツダとの合弁会社でロシア向け乗用車を生産する覚書；同年9月、生産開始 [6]。
    - 2012年4月、マツダと折半出資の合弁企業設立に関する合意を締結した[7]。マツダのCX-5、MAZDA6、ソラーズの車両を生産する。最初の生産能力は年間5万台。将来的に7万台まで拡大する予定。合弁企業はウラジオストックに設立され、2012年9月から生産を開始した [8]。その後、「CX-30」「CX-9」（いずれもクロスオーバーSUV）なども生産されていた[9]。
    - 2022年9月、マツダがロシア撤退することでCX–5、マツダ6の生産を終了[10]。
    - 2022年11月、 マツダは極東ウラジオストクの製造販売会社の保有株式をすべて合弁先のソラーズ社に1ユーロで売却した[11]。